# Тухлянська сільська рада
Тухлянська сільська рада — колишній орган місцевого самоврядування у Сколівському районі Львівської області. Адміністративний центр — село Тухля.

## Загальні відомості
Тухлянська сільська рада утворена в 1940 році. Територією ради протікає річка Опір.

## Населені пункти
Сільській раді підпорядковані населені пункти:
- с. Тухля

## Склад ради
Рада складається з 16 депутатів та голови.

### Керівний склад попередніх скликань
| ПІБ                  | Основні відомості                                                                                      | Дата обрання | Дата звільнення |
| -------------------- | --- | ------------ | --------------- |
| Плечій Ярослав Ілліч | Сільський голова, 1954 року народження, освіта незакінчена вища                                        | 26.03.2006   | 31.10.2010      |
| Плечій Ярослав Ілліч | Сільський голова, 1954 року народження, освіта незакінчена вища, член політичної партії «Наша Україна» | 31.10.2010   |                 |

Примітка: таблиця складена за даними джерела

## Населення
Згідно з переписом УРСР 1989 року чисельність наявного населення сільської ради становила 3190 осіб, з яких 1574 чоловіки та 1616 жінок.
За переписом населення України 2001 року в сільській раді мешкали 1752 особи.

### Мова
Розподіл населення за рідною мовою за даними перепису 2001 року:
| Мова       | Відсоток |
| ---------- | -------- |
| українська | 99,40 %  |
| російська  | 0,55 %   |
| молдовська | 0,05 %   |